# Retama dasycarpa
Retama dasycarpa är en ärtväxtart som beskrevs av Ernest Saint-Charles Cosson. Retama dasycarpa ingår i släktet Retama och familjen ärtväxter. Inga underarter finns listade i Catalogue of Life.